# Tarmo Neemelo
Tarmo Neemelo (Paide, Estonia, 10 de febrero de 1982) es un exfutbolista estonio que jugaba de delantero.

## Trayectoria
Neemelo era un delantero de área, que destaca más por su envergadura y su físico que por su calidad técnica. De hecho, aprovechando su altura, Neemelo empezó a destacar deportivamente en el voleibol, llegando a ganar algunos torneos juveniles de vóley playa. Finalmente se decantó por la práctica del fútbol, dando sus primeros pasos en el FC Lelle. Luego se incorporó a las categorías inferiores del FC Flora Tallinn, aunque no llegó a debutar en el primer equipo. Ante la falta de oportunidades, marchó a un club más modesto, el FC Kuressaare, un equipo amateur de la primera división estonia.
En 2004 dio el salto al profesionalismo fichando por el TVMK Tallinn, donde conquistó la liga en 2005. Neemelo fue el gran protagonista de ese título, al anotar 41 goles en 33 partidos, siendo el máximo goleador de todas las ligas europeas de esa temporada. Sin embargo, no pudo alcanzar la Bota de Oro por el menor valor de los goles en la Meistriliiga. Ese mismo año, el TVMK Tallinn conquistó también la Supercopa de Estonia ante el FC Levadia Tallinn. Neemelo fue nuevamente decisivo, anotando el único gol de la final.
Con sus buenos registros goleadores, Neemelo despertó el interés de varios clubes europeos. Tras estar a prueba en el SBV Vitesse neerlandés, el AS Nancy francés y el Trabzonspor turco, finalmente, la primavera de 2006, saltó a la liga sueca. El Helsingborgs le fichó para completar su delantera, con Henrik Larsson. Sin embargo, en el club sueco no dispuso de muchas oportunidades y terminó el año 2006 cedido en el TVMK Tallinn, donde sumó una nueva Supercopa. Posteriormente, fue cedido al GIF Sundsvall, de la segunda división sueca, a mediados de 2007.
En febrero de 2008 firmó un contrato de dos años con el MyPa finés. Sin embargo, finalizada la primera temporada, en enero de 2009, fichó por el SV Zulte Waregem de la Primera división belga. El 31 de julio de 2009 fichó por el FC Levadia Tallinn de Estonia, pasando al equipo también estonio del JK Nõmme Kalju en el año 2011.
Al término de la temporada 2019 dio por finalizada su carrera.

## Selección nacional
Debutó con la selección de Estonia el 20 de abril de 2005, en un partido amistoso contra Noruega. Desde entonces fue internacional en 22 ocasiones, anotando un gol.

## Clubes
| Club                     | País      | Año       |
| ------------------------ | --------- | --------- |
| FC Lelle                 | Estonia   | 1998-2000 |
| Kehtna FC Flora (cedido) | Estonia   | 1998-1999 |
| FC Kuressaare            | Estonia   | 2001-2003 |
| FC TVMK Tallinn          | Estonia   | 2004-2006 |
| Helsingborgs IF          | Suecia    | 2006-2007 |
| FC TVMK Tallinn (cedido) | Estonia   | 2006      |
| GIF Sundsvall (cedido)   | Suecia    | 2007      |
| MyPa                     | Finlandia | 2008      |
| SV Zulte Waregem         | Bélgica   | 2009      |
| FC Levadia Tallinn       | Estonia   | 2009-2010 |
| JK Nõmme Kalju           | Estonia   | 2011-2017 |
| Paide Linnameeskond      | Estonia   | 2018-2019 |

## Palmarés

### Campeonatos nacionales
| Título    | Club            | País    | Año  |
| --------- | --------------- | ------- | ---- |
| Liga      | FC TVMK Tallinn | Estonia | 2005 |
| Supercopa | FC TVMK Tallinn | Estonia | 2005 |
| Supercopa | FC TVMK Tallinn | Estonia | 2006 |

### Distinciones individuales
| Distinción                         | Año  |
| ---------------------------------- | ---- |
| Máximo goleador de la Meistriliiga | 2005 |